# 3706 Sinnott
3706 Sinnott је астероид главног астероидног појаса са средњом удаљеношћу од Сунца која износи 2,189 астрономских јединица (АЈ).
Апсолутна магнитуда астероида је 13,9.